# NGC 3832
NGC 3832 este o radiogalaxie situată în constelația Leul. A fost descoperită în 10 aprilie 1785 de către William Herschel. Se află la o distanță de 100,71 megaparseci de Pământ.